# David García Haro
David García Haro (Valencia, 3 februari 1980) is een Spaans profvoetballer. Hij speelt sinds medio 2010 als verdediger bij Atlético Baleares.

## Clubvoetbal
David García begon als voetballer in de jeugd van UD Levante, maar op jonge leeftijd ging de verdediger al naar de cantera (jeugdopleiding) van FC Barcelona. Hij speelde van 2000 tot 2004 voor FC Barcelona B, maar tot een officiële wedstrijd in het eerste elftal kwam het echter nooit. Wel speelde de verdediger met het eerste elftal in een vriendschappelijke wedstrijd tegen het Chinees nationaal elftal (6-0 winst) op 22 april 2004. Hij verving in de tweede helft Marc Overmars. In 2004 tekende David García bij Gimnàstic en met deze Catalaanse club promoveerde hij in 2006 naar de Primera División. Op 10 december 2006 maakte David García in de thuiswedstrijd tegen UD Levante zijn eerste competitiedoelpunt voor Gimnàstic. De club degradeerde meteen terug naar de tweede divisie. In 2008 stapte hij over naar Cádiz CF welke hij na een jaar transfervrij verliet. Na enkele maanden zonder club te hebben gezeten tekende hij bij derdeklasser Terrassa FC. Een half jaar later trok Garcia naar Atlético Baleares.

### Statistieken
| seizoen    | club                   | land   | competitie         | wed. | goals |
| ---------- | ---------------------- | ------ | ------------------ | ---- | ----- |
| 2004/05    | Gimnàstic de Tarragona | Spanje | Segunda División A | 39   | 0     |
| 2005/06    | Gimnàstic de Tarragona | Spanje | Segunda División A | 28   | 0     |
| 2006/07    | Gimnàstic de Tarragona | Spanje | Primera División   | 14   | 1     |
| Bijgewerkt | 16-03-2007             |        |                    |      |       |